# Tachina trifasciata
Tachina trifasciata är en tvåvingeart som först beskrevs av Walker 1836.  Tachina trifasciata ingår i släktet Tachina och familjen parasitflugor. Inga underarter finns listade i Catalogue of Life.